# Adinandra latifolia
Adinandra latifolia är en tvåhjärtbladig växtart som beskrevs av L. K. Ling. Adinandra latifolia ingår i släktet Adinandra och familjen Pentaphylacaceae. Inga underarter finns listade i Catalogue of Life.